# Tatort Eifel

Logo des Festivals

Das Krimifestival Tatort Eifel findet seit 2001 im zweijährlichen Turnus am dritten Septemberwochenende in Daun in der Vulkaneifel statt. Veranstalter sind der Landkreis Vulkaneifel und das Land Rheinland-Pfalz im Rahmen des „Kultursommers Rheinland-Pfalz“.

## Festival
Das Festival ist für Fachbesucher und Krimiliebhaber konzipiert und umfasst auch ein Fachprogramm für die Film- und Fernsehbranche. Geboten werden Lesungen, Filmpremieren und Vorträge von Experten aus Kriminalistik und Wissenschaft. Das Festival arbeitet mit dem Verband Deutscher Drehbuchautoren (VDD) zusammen. Festivalleiter ist Heinz-Peter Hoffmann. Mit Jacques Berndorf entwickelte er Ende der 1990er Jahre die Idee zu diesem Branchentreffen. Vom rheinland-pfälzischen Ministerpräsidenten Kurt Beck erhielt Berndorf für das Krimifestival Tatort Eifel einen Scheck über 200.000 Euro. Angebliche entschärfende Auswirkungen auf die Inhalte des wenig später erschienenen Kriminalromans Die Nürburg-Papiere dementierte Berndorf auf Nachfragen.

## Wettbewerbe und Preise

### Deutscher Kurzkrimi-Preis
Gesucht werden originelle und spannende Kurzgeschichten zu einem vorgegebenen Thema, bei denen die Eifel eine besondere Rolle spielt. Sechs Einsendungen werden von einer Jury ausgewählt und erscheinen in der Tatort Eifel– Anthologie des KBV-Verlages. Sie werden vor Publikum vorgelesen.
- 2002

1. Platz: Benjamin Marx für Andevant Kullack
2. Platz: Maria Luise Stübner für Der Lanzer
3. Platz: Kai Hensel für Das Huhn
- 2003

1. Platz: Sabine Bernardi für Eiskalt
2. Platz: Petra Steuber für Ein grausiger Fund
3. Platz: Marion Dilg für CAFFEE
- 2005

1. Platz: Martin Spiegelberg für Was anderes
2. Platz: Bettina Stelzig-Theisen für Jakobsleiter
3. Platz: Birgit Lohmeyer für Barbados
- 2007

1. Platz: Daniel Twardowski für Nachtzug
2. Platz: Alex Krapp für Erntezeit
3. Platz: Jörg Maurer für Meschen
- 2009

1. Platz: Anke Laufer für Ungelöst
2. Platz: Nele Peerenboom für Der blinde Fleck
3. Platz: Thomas Kiehl für Sudoku-Man
- 2011

1. Platz: Melanie Raabe für Die Zahnfee
2. Platz: Malte Landsberger für Ortsrandlage
3. Platz: Wolfgang Quest für Die Doppelfalle; nominiert waren außerdem: Paul Pfeffer für Jonas, Andrea Revers für Schlechte Gewohnheiten und Lothar Wirtz für Magische Eifel
- 2013

1. Platz: Christian Riedel für Terroir
2. Platz: Miriam Mohnitz für Die Bedrohung
3. Platz: Rosemarie Müller für Eifelkrimi; nominiert waren außerdem: Tim Brenner für Papa hasst Fremdsprachen, Jan-Christian Hansen für Der Mörder in meinem Kopf und Joner Storesang für Bis es einen auffrisst
- 2015

1. Platz: Ingrid Kaltenegger für Punks Not Dead
2. Platz: Petra Steuber für Diesmal winkst Du
3. Platz: Martin Brust für Zuckerschlecken; nominiert waren außerdem: Carolin Gilbaya für Rot blüht der Enzian, Paul Pfeffer für Im Dickicht und Antonia Spohr für Auf der Autobahn mit Niki Lauda
- 2017

1. Platz: Ingrid Reidel für Die schöne Aussicht
2. Platz: Kathrin Döbele für Das Nest
3. Platz: Paul Pfeffer für Das Sterbezimmer; nominiert waren außerdem: Christian Kuhn für Ich komme auf Sie zu, Anja Labussek und Thomas Hocke für Dornröschen im Maar und Wolfgang Quest für Todsicheres Alibi
- 2019

1. Platz: Michael Rapp für Heimat ist...
2. Platz: Sascha Keller für Mord mit Brötchen
3. Platz: Dr. Susanne Hartmann für Elf; nominiert waren außerdem: Isabella Archan für Am Paustenbacher Venn, Ricarda Gombert für Die Heimkehr und Sebastian Wotschke für Mein nächstes Opfer
- 2022

1. Platz: Marcus Metzner für Dein Freund, der Postbote
2. Platz: Vera Buck für Am Abend kommen die Wölfe
3. Platz: Kathrin Döbele für Der Therapeut; nominiert waren außerdem: Henrietta Hartl für Spontantausch, Ralf Lano für Die Kuh Elsa und Marcus Recktenwald für Hinke-Thorsten

### Kurzfilm-Wettbewerb
Der Kurzfilm-Wettbewerb richtet sich an Studierende von Filmhochschulen sowie Nachwuchsfilmemacher richtet. Der Wettbewerb wird in Kooperation mit dem Südwestrundfunk (SWR) ausgerichtet. Eine Jury wählt drei Beiträge aus. Neben einem Preisgeld für die Gewinner werden die ausgewählten Kurzfilme in Anwesenheit der Filmemacher vor Fachpublikum und Krimi-Interessierten im Kinopalast Vulkaneifel in Daun gezeigt.
- 2007: 1. Platz: Nico Zingelmann für 15 Minuten Wahrheit, 2. Platz: Johannes F. Sievert für KomA, 3. Platz: Joachim Jung für America Night
- 2009: 1. Platz: Marvin Kren für Schautag, 2. Platz: Markus Beck für Ein Abend außer Haus, 3. Platz: Nik Sentenza für Das Zimmer
- 2011: 1. Platz: Erwin Häcker für Souterrain, 2. Platz: Anca Mirana Lazaresch für Silent River, 3. Platz: Carsten Vauth u. Marco J. Riedl für On Air
- 2013: 1. Platz: Sebastian Marka für Interview, 2. Platz: Florian Ross für Bis zum letzten Schluck, 3. Platz: Julius Grimm für Lärmende Stille
- 2015: 1. Platz: Mark Steck für Gummifaust, 2. Platz: Andreas Pakull für Anti Cupido, 3. Platz: Peter Baumann für Border Patrol

### Preisträger Krimi-Stoffbörse und Preis „Der Clou“
in Zusammenarbeit mit dem Verband Deutscher Drehbuchautoren (VDD) und Tatort Eifel; dotiert mit insgesamt 7000 Euro
- 2009: 1. Platz: Peter Dommaschk; 2. Platz: Stephan Falk
- 2011: 1. Platz: Robert Hummel; 2. Platz: Rene Zeuner und Jochen Thum; 3. Platz: Doris Jahn
- 2013: 1. Platz: Yves Hensel, Robert Hummel
- 2015: Ausgewählte Teilnehmer: Rainer Butt, Thomas Brückner & Jürgen Starbatty, Axel Melzener & Julia Nika Neviandt, Nikolaus von Uthmann

### Preisträger „Der Roland“
Persönlichkeiten oder Produktionen „mit herausragender Bedeutung für die Krimilandschaft“ werden alle zwei Jahre mit dem „Filmpreis Roland“ ausgezeichnet. Benannt ist der Preis nach dem Hamburger Krimiregisseur Jürgen Roland. Die Verleihung des Preises findet im Rahmen der Abschlussgala statt.
- 2003: Jürgen Roland
- 2005: Götz George
- 2007: Rolf Basedow
- 2009: Senta Berger
- 2011: Caroline Peters und Meike Droste für Mord mit Aussicht sowie Miroslav Nemec und Udo Wachtveitl für den BR Tatort aus München
- 2013: Autor Friedrich Ani, Ina Jung, ZDF-Redakteur Daniel Blum, Produzentinnen Gloria Burkert, Dagmar Rosenbauer und das Schauspielensemble für Das unsichtbare Mädchen
- 2015: Autor Wolf Haas, Regisseur Wolfgang Murnberger, Schauspieler Josef Hader für die Verfilmung der Brenner-Romane
- 2017: Die deutsch-österreichische Koproduktion Spuren des Bösen mit Heino Ferch; Matthias Brandt für seine schauspielerische Einzelleistung im Münchner Polizeiruf 110
- 2019: Polizeiruf 110 aus Rostock um die Ermittler Bukow und König, dargestellt von Charly Hübner und Anneke Kim Sarnau[3][4]
- 2022: Nicholas Ofczarek sowie Das Geheimnis des Totenwaldes[5]

### Preisträger „Tatort Eifel Junior Award“
- 2013: Charlene Billigmann, Eva Pinger, Michelle Weiler und Paula Mertes Klasse 9a des Kurfürst-Balduin-Gymnasiums in Münstermaifeld[6]
- 2015: Paula Lohberg, Grundschule Mehren, Altersgruppe I (9–13 Jahre); Marvin Hoffmann, Sankt-Matthias-Gymnasium Gerolstein, Altersgruppe II (14–20 Jahre)
- 2017: Sabrina Maas und Hannah Stülp, St-Josef-Gymnasium Biesdorf, Altersgruppe I; Chloé Camus, Goethe-Gymnasium Bad Ems, Altersgruppe II